# Třída Canopus
Třída Canopus byla třída predreadnoughtů Royal Navy. Skládala se ze šesti jednotek. Všechny lodi bojovaly v první světové válce, přičemž Goliath a Ocean v ní byly ztraceny. Ostatní lodi byly sešrotovány na počátku 20. let 20. století.

## Stavba
Plavidla navrhl britský konstruktér William Henry White. Třída Canopus byla určena pro službu na Dálném Východě. Navazovala na třídu Majestic, měla však o přibližně 2000 tun menší výtlak a o jeden uzel vyšší rychlost. Úspory výtlaku bylo dosaženo především ztenčením pancéřování, což ale bylo zčásti vyváženo lepší kvalitou použitého Kruppova pancíře. Byly to první britské bitevní lodě vybavené vodotrubními kotly (oproti starším cylindrickým kotlům pracovaly při dvojnásobném tlaku a umožňovaly dosáhnout vyšších výkonů bez nárůstu hmotnosti). Celkem bylo v letech 1896–1902 postaveno šest jednotek této třídy.
Jednotky třídy Canopus:
| Jméno     | Loděnice                     | Založení kýlu    | Spuštěna          | Vstup do služby | Poznámka                                                                            |
| --------- | ---------------------------- | ---------------- | ----------------- | --------------- | ----------------------------------------------------------------------------------- |
| Albion    | Thames Iron Works, Blackwall | 3. prosince 1896 | 21. června 1898   | červen 1901     | Roku 1916 převedena do rezervy. Sešrotována 1919.                                   |
| Canopus   | Portsmouth dockyard          | 4. ledna 1897    | 12. října 1897    | prosinec 1899   | Roku 1916 převedena do rezervy. Sešrotována 1920.                                   |
| Glory     | Laird, Birkenhead            | 1. prosince 1896 | 11. března 1899   | říjen 1900      | Sešrotována 1922.                                                                   |
| Goliath   | Chatham dockyard             | 4. ledna 1897    | 23. března 1898   | březen 1900     | Dne 15. května 1915 potopena torpédem z osmanského torpédoborce Muavenet-i Milliye. |
| Ocean     | Devonport dockyard           | 15. února 1897   | 5. července 1898  | únor 1900       | Dne 18. března 1915 se potopila po najetí na minu.                                  |
| Vengeance | Vickers, Barrow-in-Furness   | 23. srpna 1898   | 25. července 1899 | duben 1902      | Roku 1917 převedena do rezervy. Sešrotována 1921.                                   |

## Konstrukce

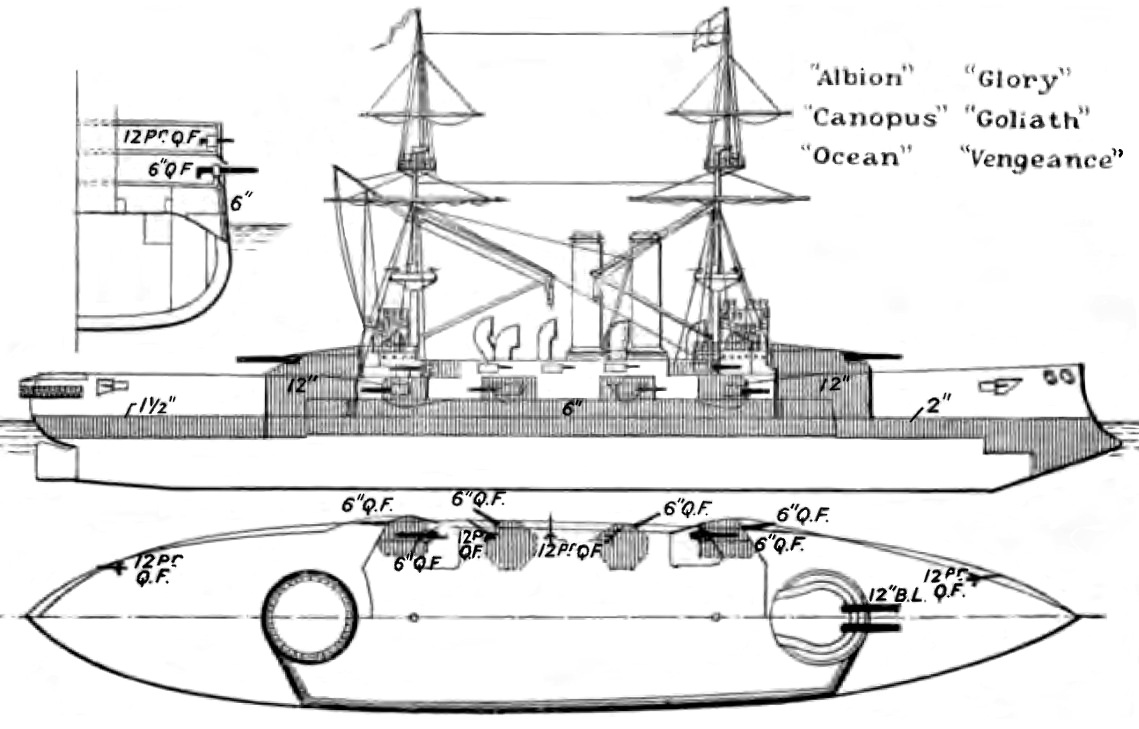
Uspořádání třídy Canopus

Hlavní výzbroj tvořily čtyři 305mm kanóny ve dvouhlavňových věžích, dvanáct 152mm kanónů v kasematech, deset 76mm kanónů, šest 47mm kanónů a čtyři 457mm torpédomety. Pohonný systém tvořilo 20 kotlů Belleville a dva parní stroje o výkonu 13 500 ihp, pohánějící dva lodní šrouby. Nejvyšší rychlost dosahovala 18 uzlů.

## Osudy
Lodě třídy Canopus byly do stavu britského královského námořnictva zařazeny v letech 1899 až 1902. Již o čtyři roky později vstoupila do služby bitevní loď HMS Dreadnought, která svou převratnou konstrukcí učinila dosavadní bitevní lodi zastaralými. Všech šest lodí bojovalo na řadě bojišť první světové války – například v domácích vodách, v Atlantiku, Středomoří či Rusku. Na počátku války se podílely zejména na ochraně konvojů.

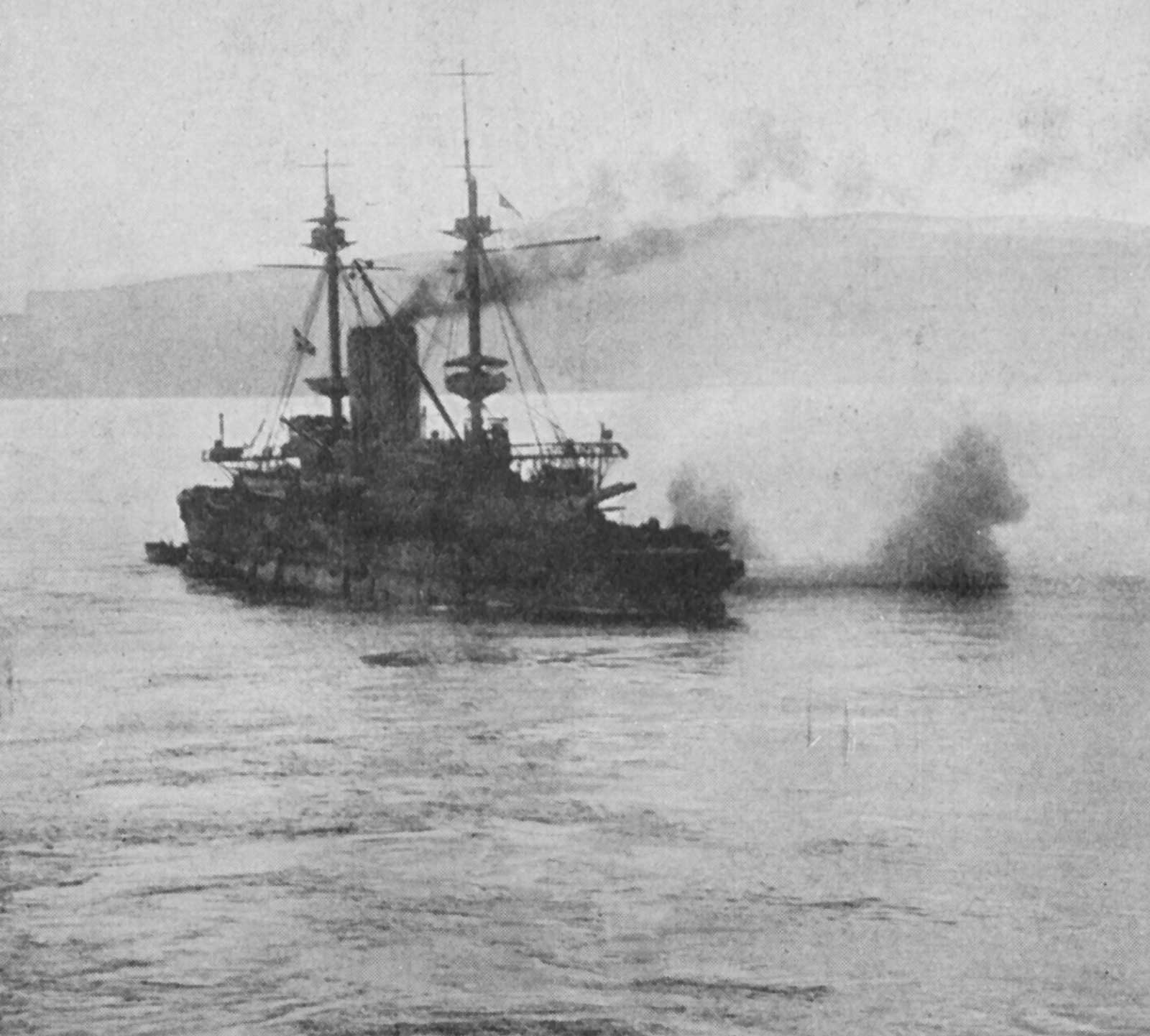
Albion ostřeluje osmanské pozice u Dardanel

Canopus byl přidělen jako posila 4. eskadře křižníků kontradmirála Cradocka, která pátrala po silnější Německé východoasijské eskadře. Jeho rychlost však byla příliš nízká a proto nezasáhl do bitvy u Coronelu, ve které byla Cradockova eskadra zničena. Poté byl Canopus usazen na mělčině, aby jako dělostřelecká baterie chránil vjezd do přístavu Port Stanley na Falklandách. V bitvě u Falklandských ostrovů byl první britskou lodí, která ostřelovala německé křižníky objevivší se nečekaně před Port Stanley. Do dalších fází střetnutí už ale nezasáhl.
V dardanelské kampani roku 1915 bylo nasazeno všech šest lodí, přičemž dvě z nich zde byly potopeny. Ocean se potopil 18. března 1915 po najetí na minu. Goliath 13. května 1915 poskytoval palebnou podporu pozemním jednotkám a byl přitom potopen třemi torpédy tureckého torpédoborce Muavenet-i Milliye. Zahynulo 570 členů posádky.
Albion a Canopus byly v roce 1916 převedeny do druhé linie. Glory sloužila v letech 1916–1919 v severním Rusku a účastnila se britské intervence do ruské občanské války. Vengeance byla od počátku roku 1917 v rezervě. Všechny čtyři zachovalé lodi byly v letech 1919–1921 prodány do šrotu.